# Юрты (Новосибирская область)
Ю́рты — село в Тогучинском районе Новосибирской области. Входит в состав Коуракского сельсовета.

## География
Площадь села — 216 гектаров.

## Население
| 2002 | 2007 | 2010 |
| ---- | ---- | ---- |
| 658  | ↗684 | ↘576 |

## Инфраструктура
В селе по данным на 2007 год функционируют 1 учреждение здравоохранения и 2 учреждения образования.

## Известные уроженцы
- Горшков, Сергей Владимирович (род. 1966) — российский фотограф, специализирующийся на съёмках дикой природы.